# Miss You (Jérémie Makiese)
Miss You is een single van de Belgische zanger Jérémie Makiese. Het nummer is geschreven door Jérémie Makiese, Silvio Lisbonne en Mamon Romiti. Het was de Belgische inzending voor het Eurovisiesongfestival 2022 in Turijn, Italië. Makiese haalde er de finale en daarin de 19de plaats mee. 
Na afloop van de finale steeg het nummer naar de top 3 van de Belgische ITunes- en Spotify lijsten. Het nummer behaalde de eerste plaats in de Ultratop 50 Vlaanderen. In Wallonië piekte het nummer op drie.

## Tracklist
| Nr. | Titel    | Duur |
| --- | -------- | ---- |
| 1.  | Miss You | 2:54 |

## Hitlijsten

### Ultratop 50 Vlaanderen
| Positie: | 2 | 20 | 15 | 18 | 14 | 6 | 3 | 5 | 3 | 1 | 4 | 8 | 5 | 16 | 17 | 19 | 26 | 37 | 39 | 40 | uit |